# Валь-д'Ож
Валь-д'Ож (фр. Val-d'Auge) — муніципалітет у Франції, у регіоні Нова Аквітанія, департамент Шаранта. Валь-д'Ож утворено 1 січня 2019 року шляхом злиття муніципалітетів Анвіль, Ож-Сен-Медар, Боннвіль i Монтіньє. Адміністративним центром муніципалітету є Ож-Сен-Медар. Населення — 796 осіб (01.01.2021).